# Escola de Direito de Cambridge

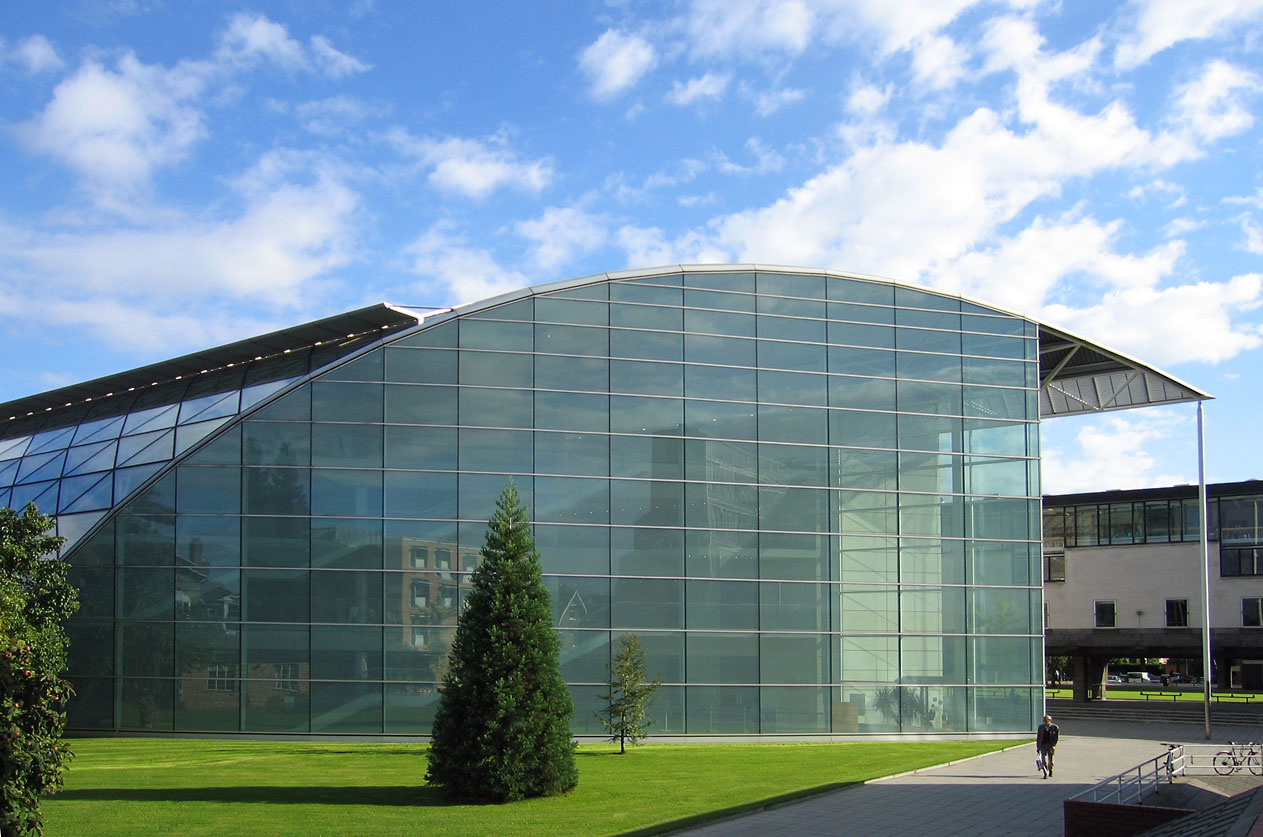
Novo prédio da Faculdade de Direito de Cambridge.

A Faculdade de Direito (em inglês:Faculty of Law) é a instituição de Direito e o principal curso da universidade de Cambridge, na Inglaterra. A faculdade possui 24 professores, 9 leitores, 70 outros empregados, 700 classes e 225 alunos.
O prédio, projetado pela Foster and Partners foi inaugurado em 1996. O edifício teve sérios problemas de acústica devido, principalmente, ao desinteresse de Foster pela acústica em suas obras, causando o incômodo dos alunos e professores.  O prédio também abriga a Squire Law Library, juntamente com as instalações e os gabinetes dos professores. A biblioteca é uma das maiores do Reino Unido com 160 mil documentos.